# Friedrich Wilhelm Schwartz
Friedrich-Wilhelm Schwartz (* 13. September 1943 in Waldenburg, Landkreis Waldenburg i. Schles., Provinz Niederschlesien; † 12. Oktober 2024 in München) war ein deutscher Gesundheitswissenschaftler und Mediziner. Er war Emeritus für Epidemiologie, Sozialmedizin und Gesundheitssystemforschung an der Medizinischen Hochschule Hannover (MHH), gilt als Nestor von Public Health in Deutschland, war  Vorsitzender des Sachverständigenrates zur Begutachtung der Entwicklung im Gesundheitswesen, Berater der Europäischen Union und der Weltgesundheitsorganisation.

## Leben
Friedrich-Wilhelm Schwartz studierte Kunst, Philosophie, Medizin und Soziologie in München, Marburg und Frankfurt.
1973 promovierte Friedrich-Wilhelm Schwartz in Medizingeschichte zum Thema: Die Rolle des Staates in der Medizin in den deutschen Territorialgebieten vom 16. bis 18. Jahrhundert am Senckenberg Institut in Frankfurt, gefördert von der Studienstiftung des deutschen Volkes. 1982 folgte die Habilitation in Sozialmedizin und Epidemiologie.
Von 1972 bis 1984 war Schwartz Geschäftsführer der Kassenärztlichen Bundesvereinigung, von 1974 bis 1984 Direktor des Zentralinstituts für die kassenärztliche Versorgung in der Bundesrepublik Deutschland, von 1985 bis 2003 mit Unterbrechungen Mitglied und von 1999 bis 2002 Vorsitzender des Sachverständigenrates zur Begutachtung der Entwicklung im Gesundheitswesen.
Schwartz hat verschiedene Länder beraten: Landesregierungen beim Aufbau einer Gesundheitsberichterstattung oder bei der Qualitätssicherung im Gesundheitswesen, Niedersachsen bei der Entwicklung präventiver Programme, Nordrhein-Westfalen bei Strategiefragen der Rehabilitation und Qualitätssicherung, die Regierungen der Philippinen und von Polen bei der Umstrukturierung ihrer Gesundheitswesen. Die Europäische Union hat er als Mitglied der Arbeitsgruppe „Public Health Research Strategies“ beraten, die Weltgesundheitsorganisation berief ihn als Experten für „Health of the Elderly“.
Von 1985 bis 2009 war Schwartz Universitätsprofessor und Direktor der Abteilung für Epidemiologie, Sozialmedizin und Gesundheitssystemforschung an der Medizinischen Hochschule Hannover. Rufe an andere Universitäten hatte er abgelehnt.
2006/2007 war er Initiator der ersten deutschen Patientenuniversität. Schwartz war Mitglied im Kuratorium der Stiftung Warentest.

## Ehrungen
- 1999 Salomon-Neumann-Medaille
- 2005 Peter-Beckmann Medaille
- 2006 Bundesverdienstkreuz am Bande